# Ribonucleoproteína
Una ribonucleoproteína (RNP) es una nucleoproteína que contiene ARN, es decir, es un compuesto que combina tanto ácido ribonucleico como proteína. Es uno de los componentes principales del nucleoplasma.
Una nucleoproteina es una proteína que está estructuralmente asociada con un ácido nucleico (que puede ser ARN o ADN).
Las RNP tienen un dominio estructural  que se une al ARN. Los residuos de aminoácidos aromáticos en este motivo son los responsables de las interacciones con el ARN y el consecuente apilamiento. A su vez, los residuos de lisina en la porción helicoidal de las proteínas que se unen a ARN ayudan a estabilizar las interacciones con los ácidos nucleicos. Estas uniones a los ácidos nucleicos son fortalecidas por atracciones electrostáticas entre la cadenas laterales de lisina con carga positiva y el esqueleto de fosfatos de ácidos nucleicos.
Existen una correlación entre los anticuerpos anti-RNP y la enfermedad mixta del tejido conectivo, y también se los detecta en casi un 40% de los pacientes que sufren de Lupus eritematoso. Dos tipos de anticuerpos anti-RNP están estrechamente relacionados al Síndrome de Sjögren: SS-A (Ro) y SS-B (La).
Las RNP juegan un papel importante en la replicación del virus de la gripe A. El ARN viral es transcripto a ARNm por la ARN polimerasa unida a las RNP.

## Familias de RNP
Esta es una lista (parcial) de las familias de ribonucleoproteínas:
- hnRNP (del inglés Heterogeneous ribonucleoprotein particle)
- snRNP (del inglés small nuclear Ribonucleic proteins). Los ARN pequeños (150 nucleótidos) forman complejos con proteínas específicas dando lugar a la formación de partículas ribonucleoproteicas (RNP). Las RNP localizadas en el núcleo se denominan RNPpn: o ribonucleoproteína pequeña nuclear (sn RNP: s: small (pequeña), n: nuclear, RNP: ribonucleoproteica).[1] Varias RNPpn conocidas como U1 a U6 participan en el procesamiento de los ARNm. 
 Estas partículas forman un complejo multienzimático denominado espliceosoma, encargado de realizar cortes y empalmes en los ARNm transcritos primarios (splicing). En este proceso, el RNAsn se asocia a proteínas formando las ribonucleoproteínas pequeñas nucleares (RNPsn) que se encargan de eliminar los intrones (aquellos fragmentos del transcrito primario de RNA que no aparecen en el molde de RNAm).
- Partícula de reconocimiento de señal (una ribozima recubierta de proteína)
- Ribosoma
- Telomerasa